# Міська морфологія
Міська морфологія це вивчення форми поселення людини с та процесу їх утворення та перетворення. Дослідження має на меті зрозуміти просторову структуру та характер столичного району, міста, містечка або селища шляхом вивчення закономірностей його складових частин та форми власності чи контролю та заняття. Як правило, аналіз фізичної форми зосереджується на вулиці схемі, партії (або, у Великій Британії, ділянці), моделі будівлі, іноді спільно їх називають міським зерном. Аналіз конкретних населених пунктів зазвичай проводиться за допомогою картографічних джерел, а процес розробки виводиться із порівняння історичних карт.